# Toyota Avensis
La Toyota Avensis est une familiale fabriquée par le constructeur automobile japonais Toyota de 1997 à 2018. Elle est construite à Burnaston dans le Derbyshire. L'Avensis donne son nom en Europe au Toyota Ipsum, qui y est nommé Toyota Avensis Verso.

## Première génération (1997-2002)
La production de la première génération démarre en octobre 1997. Elle offre le choix entre trois moteurs essence (1,6 - 1,8 et 2 litres) et un 2 litres turbo-diesel. Bien construite et douce, elle fournit peu de sensations de conduite[non neutre]. En 2000, un restylage intervient sur la face avant, un moteur 2 L avec un turbo et une version SR plus sportive sont disponibles.

### Galerie

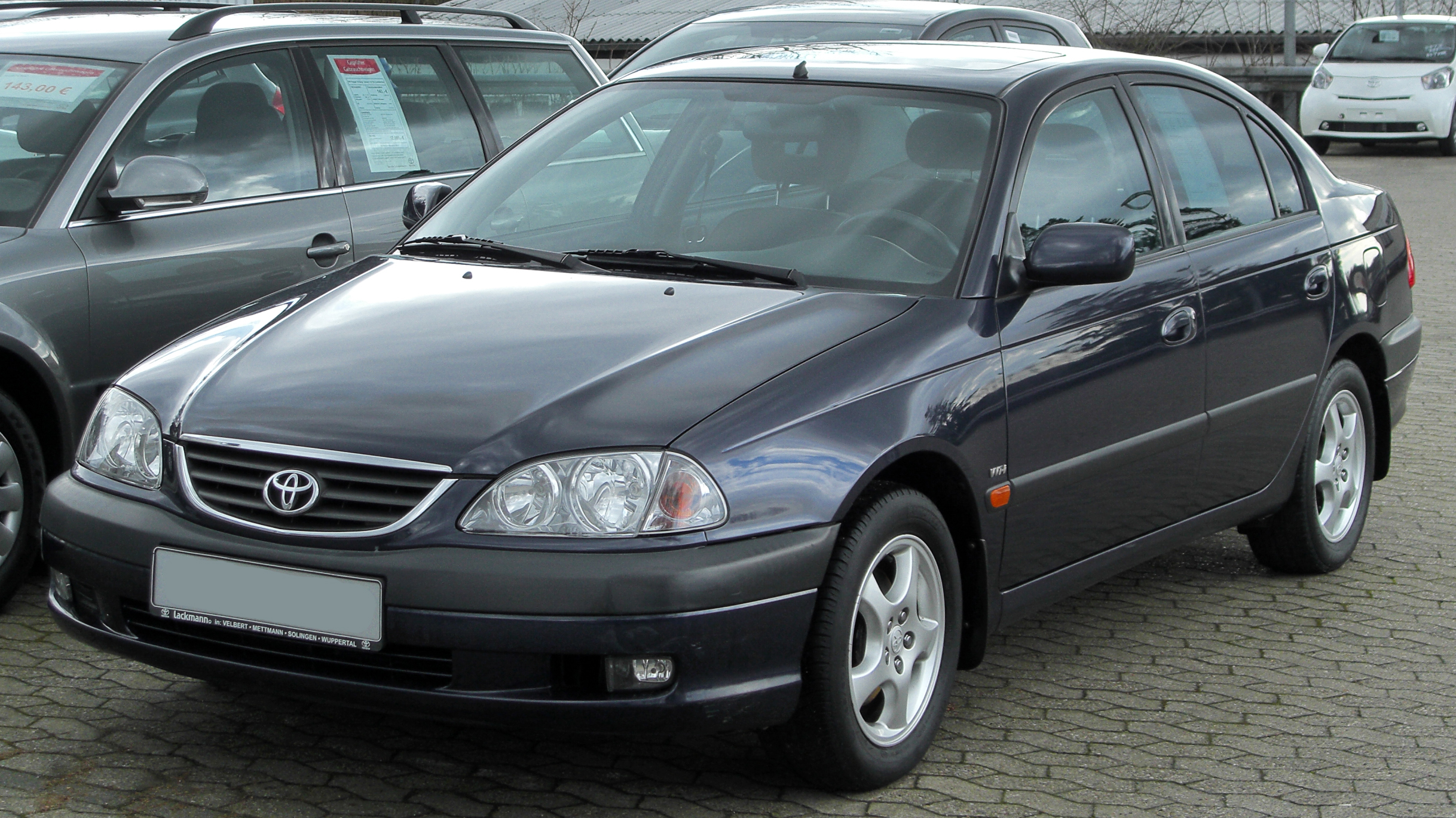
Toyota Avensis I Phase II
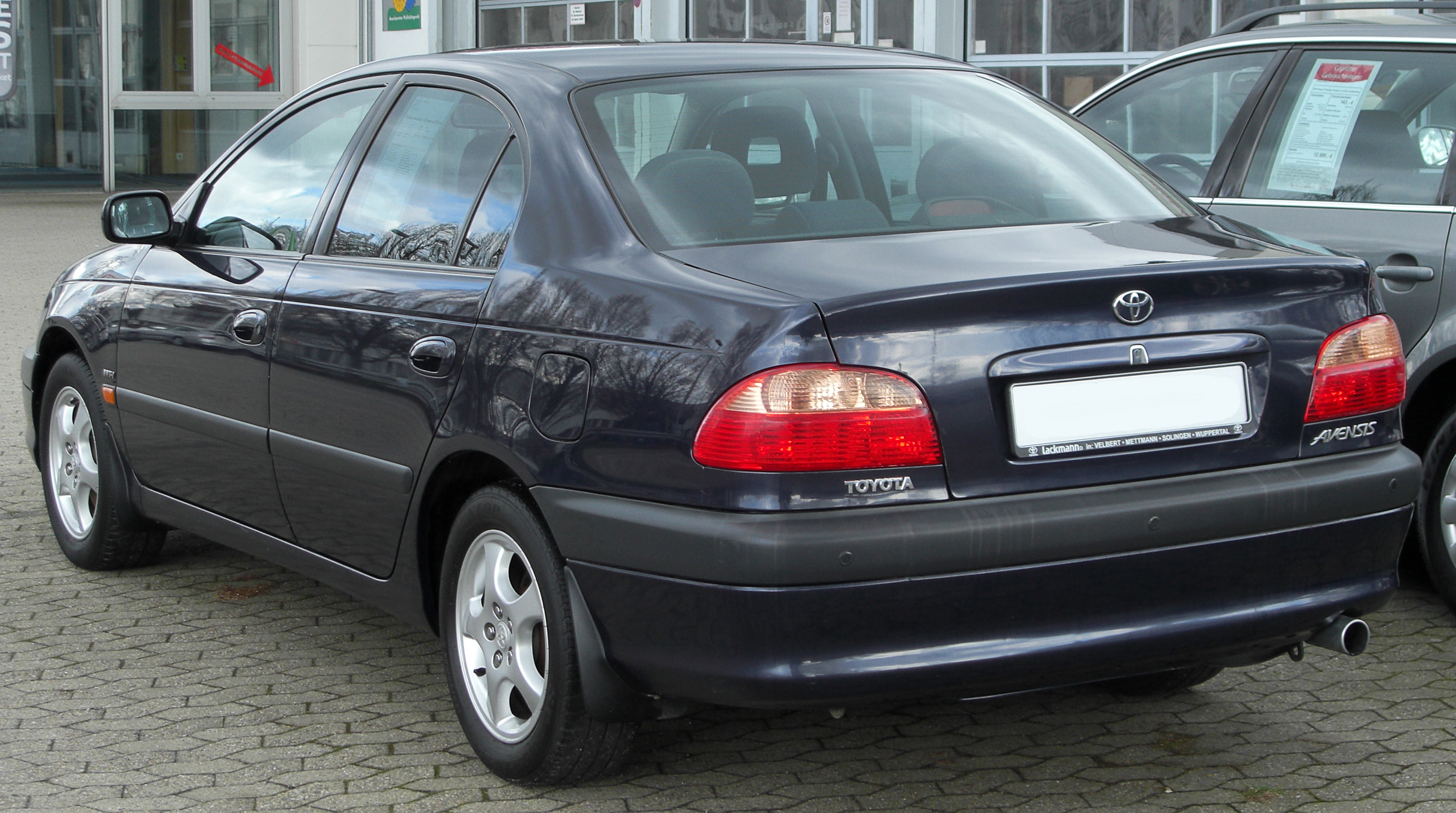
Toyota Avensis I Phase II
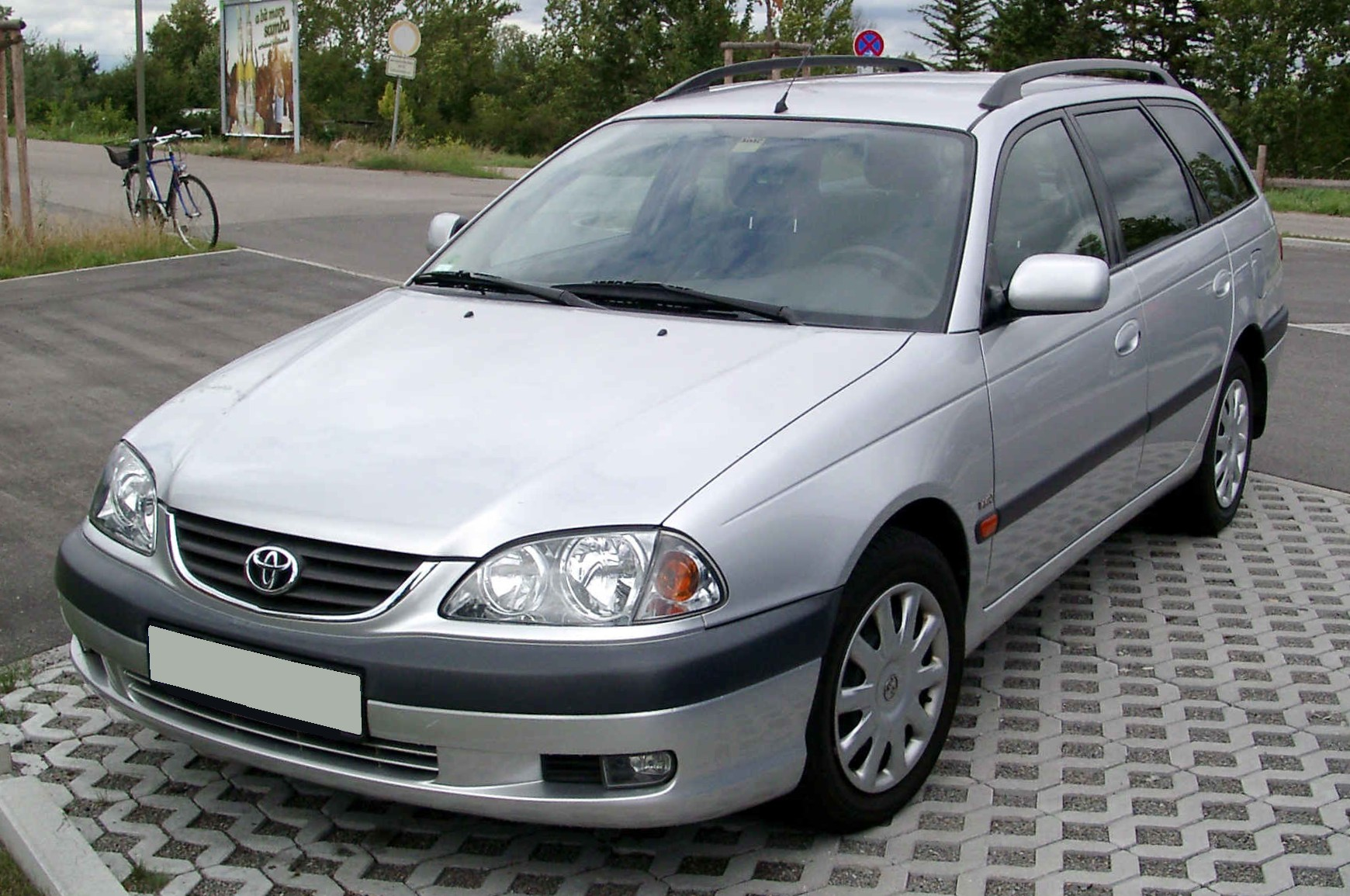
Toyota Avensis I Phase II Break
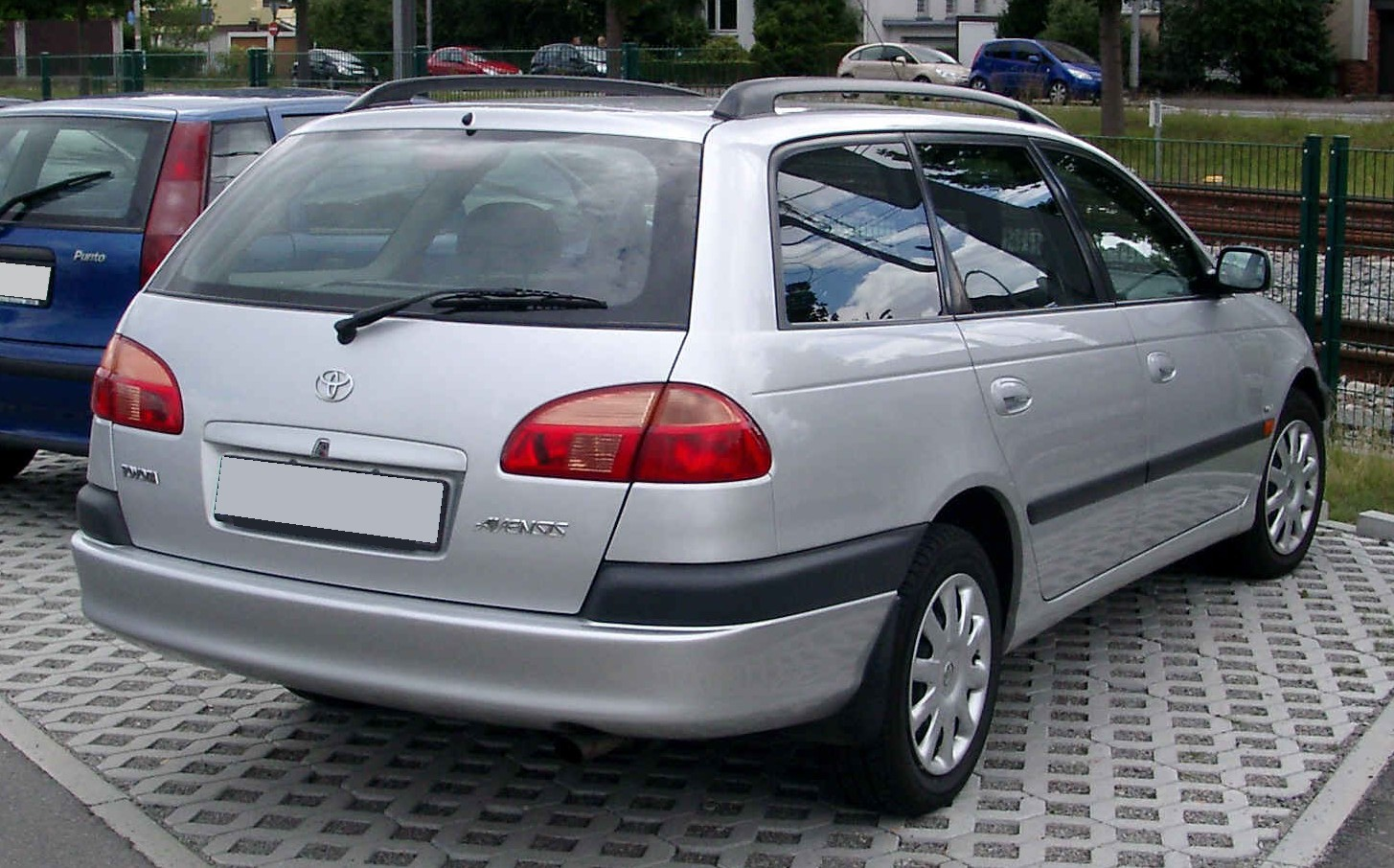
Toyota Avensis I Phase II Break
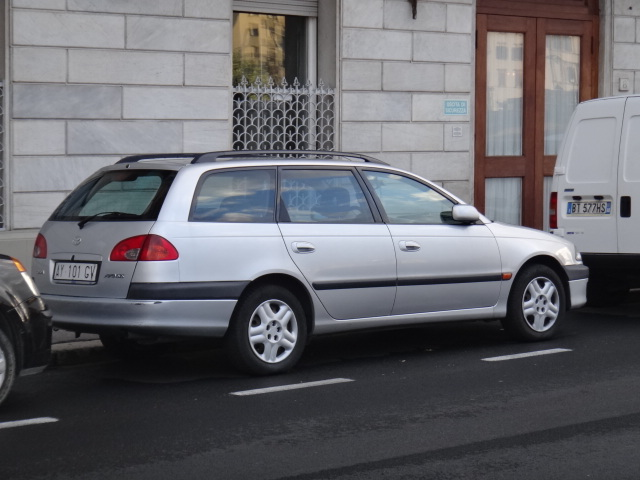
Toyota Avensis I Break Phase I
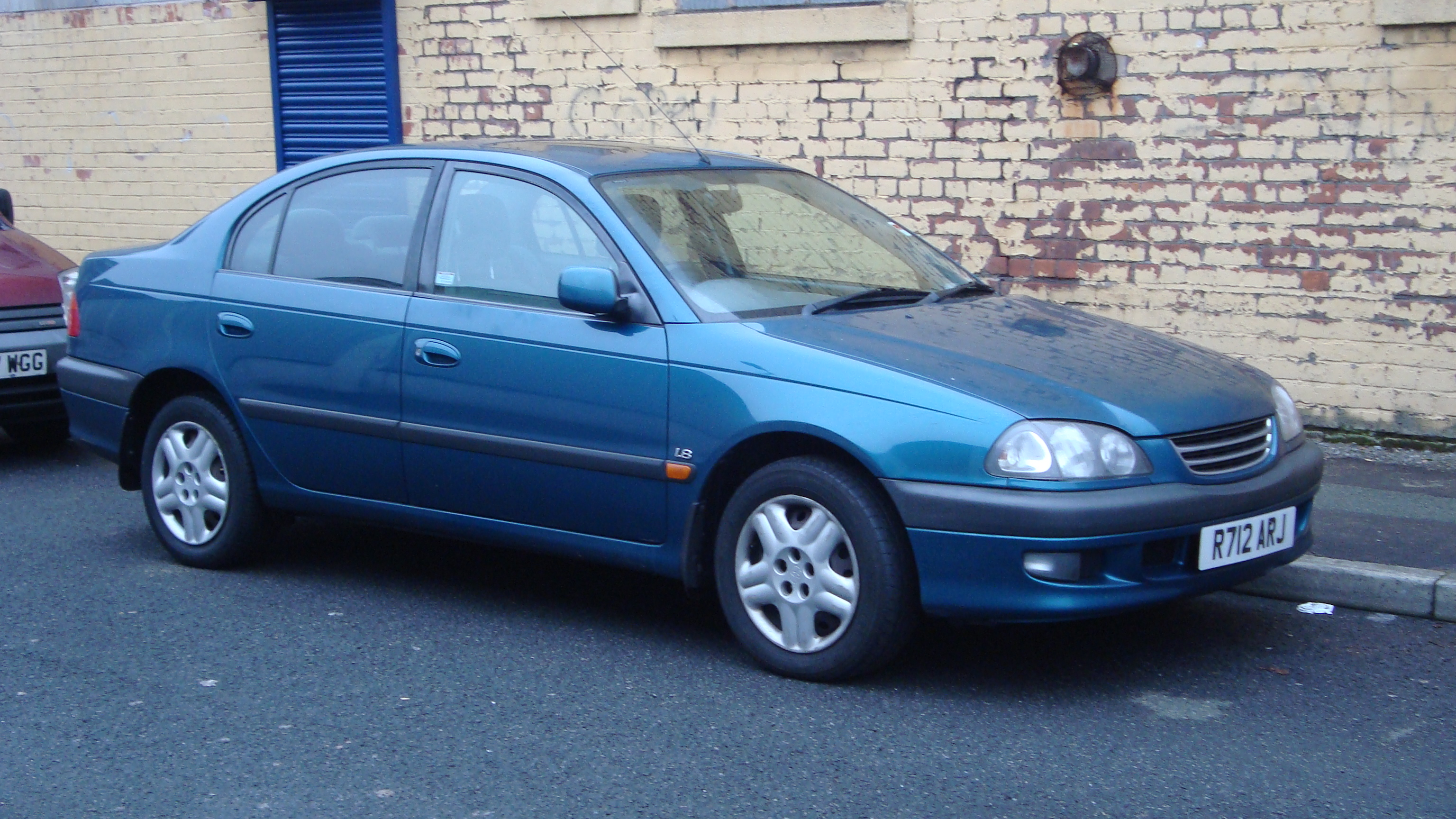
Toyota Avensis I Phase I

## Deuxième génération (2003-2009)
Un nouveau châssis et une nouvelle carrosserie (issue du centre de design Toyota français ED2, implanté à Sophia-Antipolis) et à la suspension plus efficace (reprise de la Celica).
Comme son prédécesseur, le modèle se place premier de sa catégorie (familiale ou segment D) en ce qui concerne la fiabilité[Selon qui ?].
Trois versions de carrosseries sont commercialisées, 5 portes liftback et break depuis le lancement et en 2005 une version 4 portes.
Au lancement, un seul modèle Diesel, le 2,0 L D4D de 116 ch et 3 motorisations essence.
Petite particularité, en France, le break n'est disponible qu'en Diesel. Il mesure 4,70 m de long (soit 7 cm de plus que la version 5 portes) pour un coffre de contenance quasi identique à la version 5 portes (520 litres contre 510 litres pour la berline).

### 2005
Un nouveau moteur essence 2,4 l à injection directe de 163 ch à 3 800 tr/min avec un double arbre d'équilibrage et de pignons en résine synthétique et une nouvelle boîte automatique 5 rapports.
Un nouveau moteur Diesel est également disponible (en supplément du 2,0 D4D de 115 ch) le 2,2 D4D. Sa puissance est au choix de 150 ou 177 ch. La version 177 ch (« Clean Power ») est le moteur Diesel le plus propre.

### 2006
En 2006, l'Avensis reçoit un restylage. Les changements cosmétiques extérieures incluent un logo légèrement redessiné, une nouvelle calandre aux lignes doublement concaves (dont un nouveau traitement de calandre plus foncée sur les niveaux de finition plus élevés) de nouveaux phares avant et feux arrière, les pare-chocs avant et les antibrouillards avant sont revus, les rappels de clignotants intègrent les rétroviseurs, de nouveaux pneus, un nouveau modèle des jantes (en deux couleurs) et un nouveau modèle d'enjoliveurs sont adoptés et 5 couleurs de carrosseries sont changées. Toyota décrit les changements esthétiques comme renforçant le lien de parenté avec la Corolla et la Yaris, et permettant à l'Avensis de garder un aspect premium tout en lui offrant un aspect plus sportif.
Pour l'intérieur, les matières du tableau de bord sont revues, l'habitacle beige est remplacé par une nouvelle nuance assez similaire, l'instrumentation est revue, le design des commodos est modifié, le siège passager est désormais ajustable en hauteur, des sièges en alcantara sont disponibles, et les sièges deviennent rabattables en 60:40. La Hi-Fi qui comportait précédemment un lecteur de CD et de cassette n'accepte désormais plus que les CD mais lit également les MP3. L'écran central contenant les informations de l'ordinateur de bord est supprimé au profit d'un vide poche (comme sur les précédentes Linéa Terra d'entrée de gamme) et se retrouve intégré aux compteurs face au conducteur.
D'un point de vue structurel, le châssis est renforcé. Enfin, le moteur Diesel 2,0 L D4D 115 ch est remplacé par le 2,0 L D4D 126 ch FAP (dérivé des 2.2 D4D).

### 2007
Les équipements de série sont enrichis et les appellations « Techno » sont mises au catalogue, elles intègrent un navigateur GPS tactile en lieu et place de la Hi-Fi.

### Galerie

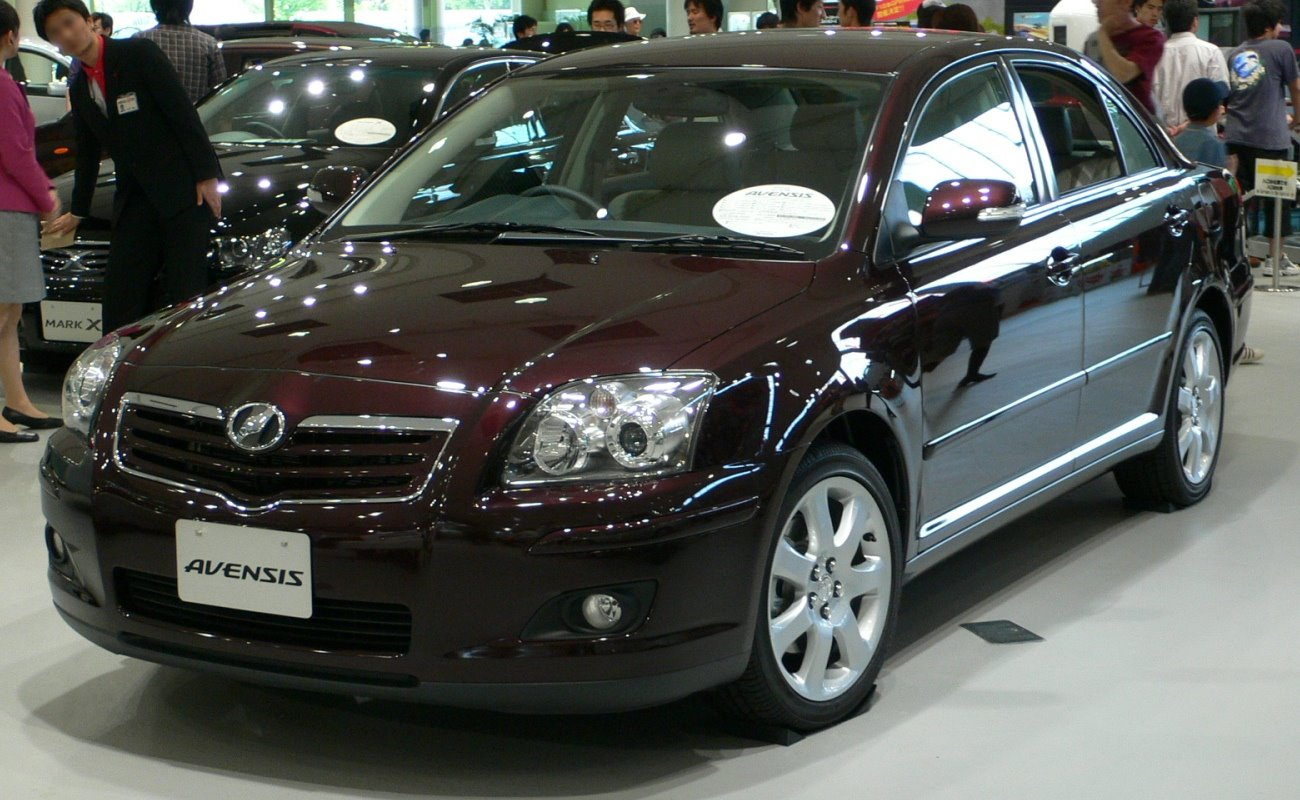
Toyota Avensis II Phase II
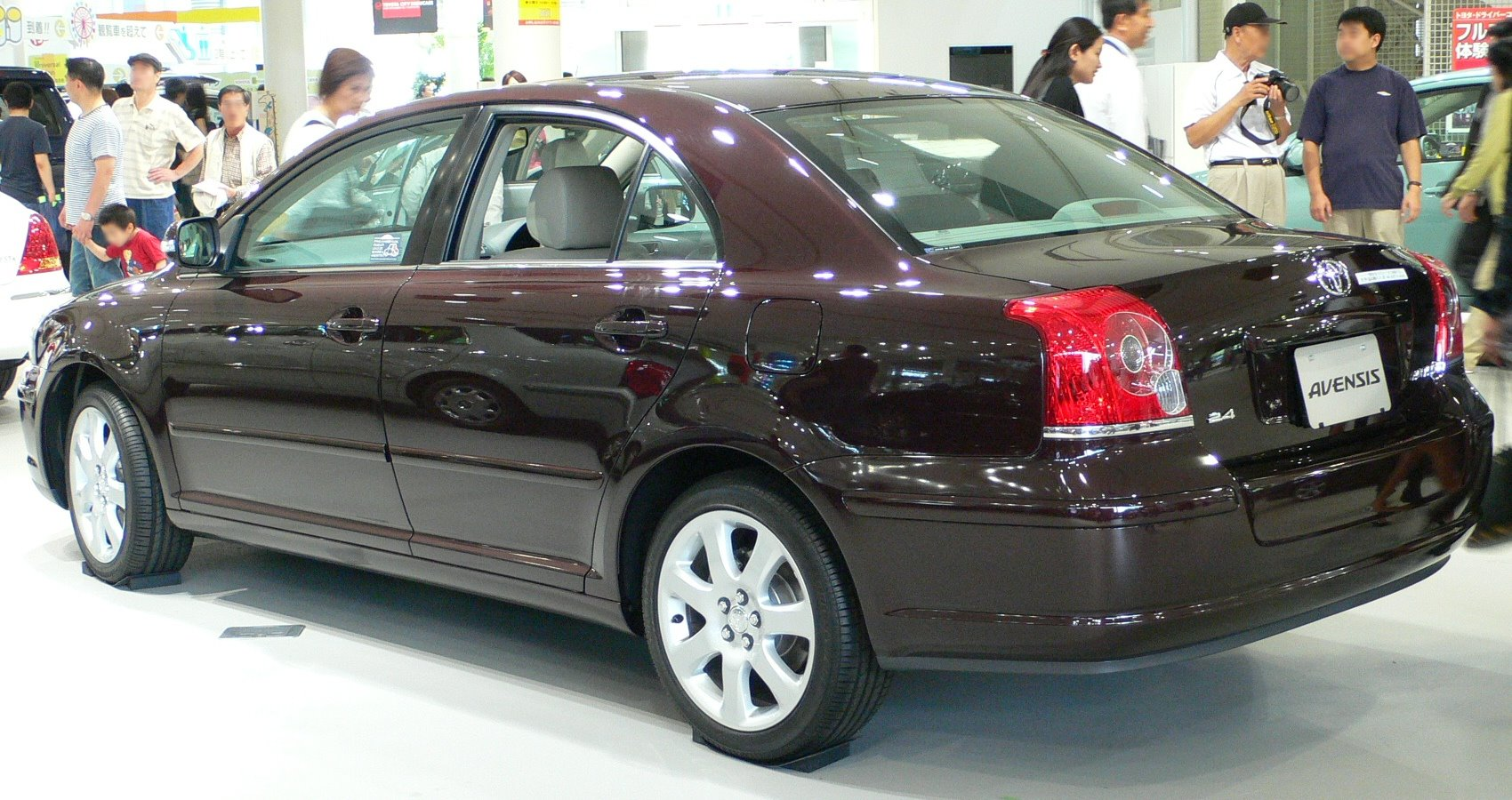
Toyota Avensis II Phase II
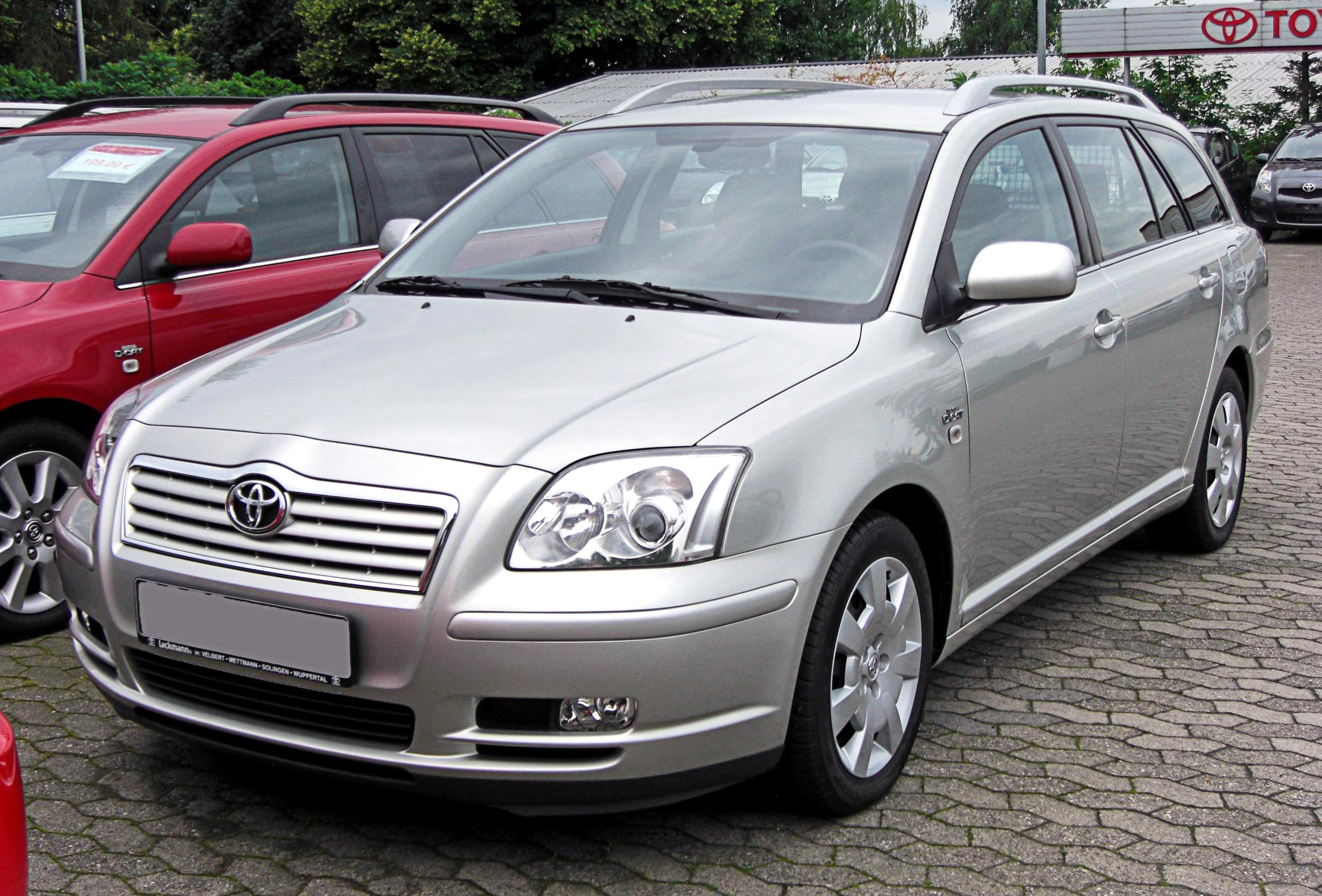
Toyota Avensis II Phase I Break
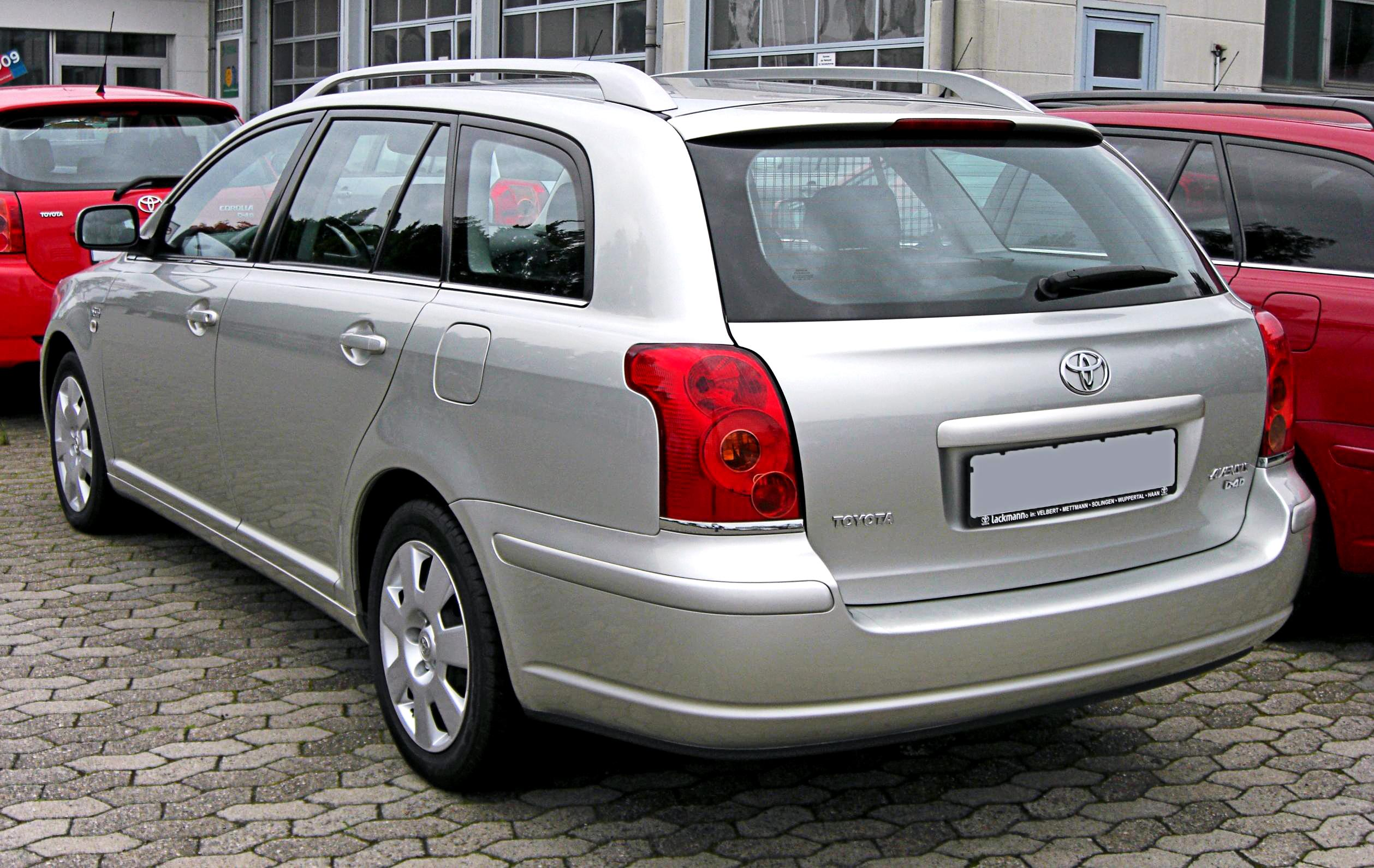
Toyota Avensis II Phase I Break
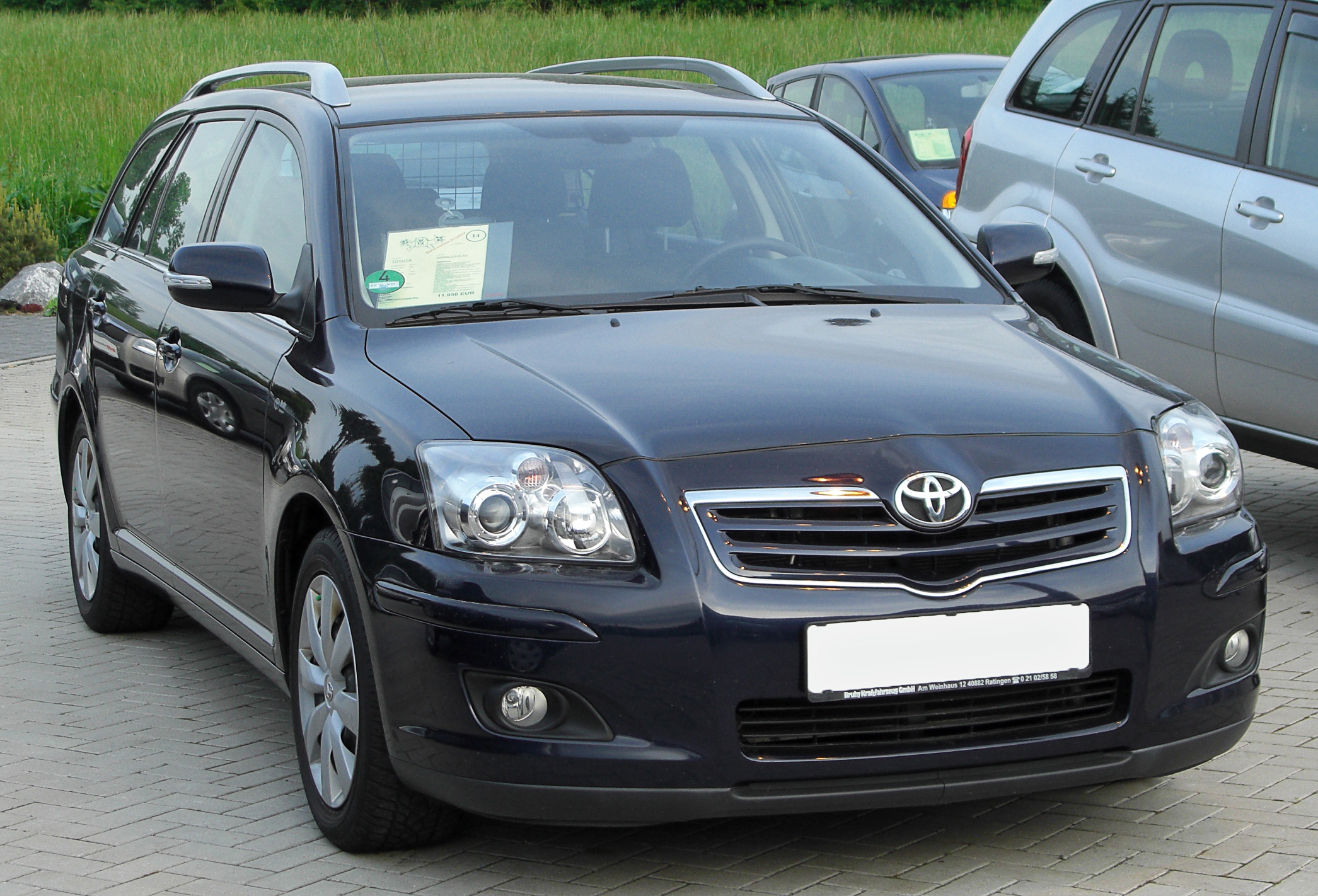
Toyota Avensis II Phase II Break
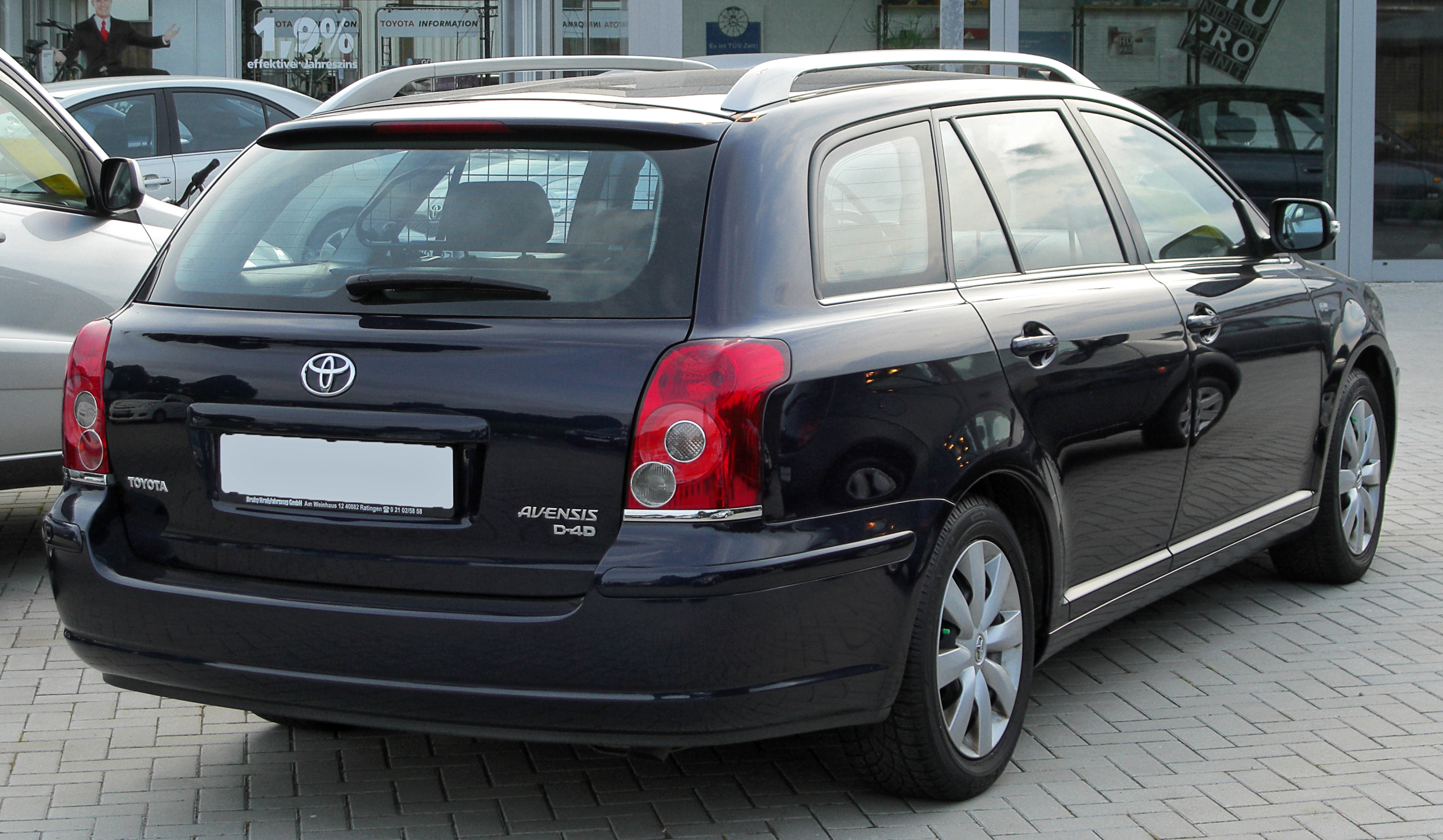
Toyota Avensis II Phase II Break

## Troisième génération (2009-2018)
Une nouvelle génération est lancée en février 2009. Elle est dessinée par le studio de design français de Toyota, ED². Elle est restylée en 2012, puis à nouveau en 2015 et présentée au Salon international de l'automobile de Genève 2015.
La troisième génération cesse sa commercialisation en mai 2018 et n'a pas de succession. Toyota a décidé de remplacer l'Avensis par la Camry hybride sur le marché européen.

### Améliorations à partir de 2015
La qualité perçue et les caractéristiques NVH (bruits, sonorités et vibrations) montent en gamme et l’habitacle bénéficie de diverses évolutions : homogénéisation des formes, habillage et finition premium, ambiances intérieures soigneusement coordonnées.
L’instrumentation se partage en deux volumes distincts. Sur toute la largeur en partie haute, la planche de bord épurée met en valeur le tableau de bord. Encastrés dans un cylindre, le compteur de vitesse et le compte-tours encadrent un grand écran couleur multifonction TFT de 4,2” (11 cm).
En partie basse, une console centrale distincte du tunnel de servitude est dominée par un écran tactile couleur de 8” (20 cm). Un volant et un levier de vitesses à l’ergonomie très étudiée complètent le poste de conduite.
Toutes les commandes sont d’un fonctionnement et d’un contact plus agréables, une qualité perçue également rehaussée par l’harmonisation des graphismes et du rétroéclairage.
Au niveau du tableau de bord, des commandes du volant et de la console, des trappes d’aération et du levier de sélection, des touches de chrome satiné rehaussent la qualité d’aspect.
De nouvelles finitions intérieures plus séduisantes  font leur apparition, notamment une sellerie tissu / Alcantara sur Dynamic ou bien une association de cuir noir et d’Alcantara gris clair ou terracotta sur Executive.
La forme des sièges évolue afin d’optimiser le confort sur les longs trajets, tout en confirmant l’élégance et le luxe revendiqués de l’habitacle.
Le haut du dossier s’agrandit et ses coussins latéraux ont été redessinés pour renforcer le soutien des épaules et le maintien latéral. La nappe de suspension du siège a été repensée pour mieux répartir la pression et diminuer la fatigue lors des longues heures au volant. Avec son angle plus relevé, le rebord d’assise supporte mieux les cuisses, tandis que les renforts latéraux redessinés procurent un meilleur maintien.

### Bruits, sonorités et vibrations (NVH)
Dans l’habitacle, le niveau sonore et les vibrations diminuent sensiblement, mesure qui va de pair avec le supplément de qualité et de confort intérieur.
De nouveaux matériaux plus épais renforcent l’isolation et l’absorption phoniques, tandis que la quantité, l’épaisseur et la largeur des joints d’étanchéité augmentent dans l’ensemble de la caisse.
L’épaisseur et la densité de l’isolant de capot moteur ont été augmentées, tout comme l’épaisseur et la taille de l’isolant du carénage inférieur de moteur. Les versions diesel se dotent en outre d’une couche d’amortissement des vibrations au niveau du soubassement.
Outre la surface plus importante d’insonorisants en partie haute du tableau de bord et sous la planche de bord, près des montants de pare-brise, un absorbant phonique a été ajouté à l’arrière de la boîte à gants. Un surmoulage en polyuréthanne expansé vient également s’ajouter dans les passages de roue.
La climatisation se fait plus silencieuse grâce à l’ajout de lèvres d’étanchéité aux conduits d’air du chauffage. Et sur les versions équipées d’un toit panoramique Skyview, la doublure du pavillon intègre une couche d’amortissement des vibrations.

### Moteurs diesel
Sur les cinq moteurs de la gamme (trois sur le marché français), deux sont des diesels : nouveau venu sur l’Avensis, un groupe 1,6 litre D-4D de 112 ch et, inédit chez Toyota, un 2,0 litres D-4D de 143 ch.
Le 1,6 litre D-4D ne produit que 108 g/km de CO2, soit 11 g/km de moins que le 2,0 litres qu’il remplace, tandis que les 119 g/km du nouveau 2,0 litres représentent une baisse conséquente de 24 g/km par rapport à l’actuel 2,2 litres.
Autre facteur de diminution du budget des deux versions diesel : leur intervalle de révision est porté à 20 000 km, ce qui abaisse d’environ 20 % les frais d’entretien sur 90 000 km/3 ans.
Nouveau turbodiesel 1,6 litre D-4D
La tendance actuelle est à la réduction de cylindrée afin d’abaisser la consommation et les émissions tout en améliorant la dynamique de conduite ; dans cette optique, un nouveau diesel 1,6 litre D-4D se substitue à l’actuel 2,0 litres D-4D.
Ce quatre cylindres turbodiesel de 1 598 cm3, à 16 soupapes et double arbre à cames en tête, est homologué Euro 6 et pèse 20 kg de moins que son prédécesseur. Accouplé à une boîte manuelle à six vitesses, il développe 112 ch à 4 000 tr/min et un couple de 270 N m de 1 750 à 2 250 tr/min. Il entraîne l’Avensis de 0 à 100 km/h en 11,4 secondes et lui vaut une vitesse de pointe de 180 km/h (sur circuit).
Comparativement à l’actuel 2,0 litres D-4D, l’économie de carburant est de 9 %, soit une consommation de 4,2 l/100 km en cycle mixte et des émissions de CO2 ramenées de 119 à 108 g/km.
Les réglages moteur assurent une réponse nerveuse à tous les régimes. Dès les bas régimes, la réponse est franche puis le couple augmente progressivement à mesure que le turbo entre en jeu. Avec une disponibilité plus étendue, le couple reste très présent et le moteur ne s’essouffle pas au-delà de 3 000 tr/min.
Nouveau turbodiesel 2,0 litres D-4D
Associé lui aussi à une boîte manuelle à six vitesses, le nouveau diesel 2,0 litres D-4D Euro 6 partage la sobriété et les faibles émissions de son homologue de 1,6 litre, mais ses réglages sont spécialement étudiés pour doper les performances.
Outre une puissance maximale de 143 ch à 4 000 tr/min et un couple généreux de 320 N m sur la plage de 1 750 à 2 250 tr/min, le nouveau 1 995 cm3 à 16 soupapes et double arbre à cames en tête offre un couple linéaire et monte volontiers en régime – gage d’une agréable vivacité et d’accélérations franches pour la nouvelle Avensis. De fait, elle passe de 0 à 100 km/h en 9,5 secondes et peut atteindre 200 km/h (sur circuit).
De nombreuses évolutions garantissent un remarquable silence à tous les régimes. Et grâce à la mise en veille Stop & Start ainsi qu’à un 6e rapport adapté à la conduite sur autoroute, le nouveau 2,0 litres D-4D se montre très sobre avec une consommation moyenne de 4,5 l/100 km et des émissions de CO2 de 119 g/km.

#### Particularités et avantages des moteurs Diesel
Les deux nouveaux Diesel 1,6 et 2,0 litres D-4D intègrent de nombreuses avancées techniques qui minimisent la consommation et les émissions, sans altérer ni les performances ni l’agrément du moteur.
Un dispositif électronique appelé DDE (Digital Diesel Electronics) pilote l’injection de gazole en fonction du régime moteur, de la charge et de la température afin de contrôler plus précisément qu’avec l’habituelle rampe commune la pression, le calage et le volume de l’injection.
En diminuant la consommation de carburant, ce système permet de satisfaire à des normes antipollution plus strictes sans pénaliser les performances moteur.
La combinaison de conduits d’admission en volute et tangentiels crée à l’admission un tourbillon idéal au sein du mélange air/carburant, ce qui augmente le rendement moteur par une combustion plus totale.
L’arbre à cames est de type composé, c’est-à-dire constitué d’un arbre, de cames et de pignons fabriqués séparément en choisissant soigneusement pour chaque composant l’association de matériaux. Ainsi, la pièce s’allège d’environ 40 % au profit du rendement moteur.
Un dispositif de rattrapage hydraulique de jeu des soupapes HVCC (Hydraulic Valve Clearance Compensation) fait appel à des pistons hydrauliques qui ajustent en permanence le jeu de chaque soupape d’admission et d’échappement en fonction du régime moteur et de la charge. En optimisant le passage de l’air à l’admission et à l’échappement, il améliore les performances moteur et la consommation.
Un système de refroidissement à débit horizontal envoie le liquide de refroidissement moteur du côté chaud (l’échappement) vers le côté froid (l’admission) afin de mieux répartir la chaleur autour de la culasse. De cette façon, il diminue les pertes par pompage et la consommation.
Outre ses propriétés d’absorption phonique, la résine employée pour le couvre-culasse autorise une structure interne plus complexe car elle est plus facile à mettre en œuvre. Dès lors, un décanteur d’huile et une valve de recyclage des gaz de carter (RGC) ont pu être intégrés au couvre-culasse pour isoler l’huile des gaz de carter. Ce dispositif réduit la quantité d’huile brûlée en phase de recombustion, et donc les impuretés contenues dans les émissions.
Le turbo à géométrie variable ajuste le volume admis en fonction de la charge et du régime moteur, pour améliorer les performances et la consommation.
Nouveauté, un système de contrôle de charge électrique régule automatiquement la quantité d’électricité produite par l’alternateur en fonction des conditions de conduite, ce qui allège la charge moteur. Ce faisant, il favorise la sobriété puisqu’il ne se contente pas d’augmenter la charge de l’alternateur à la décélération et de la diminuer à l’accélération : il trouve en outre le meilleur compromis entre consommation et besoins en électricité au ralenti et en vitesse de croisière.
Enfin, la présence du système Stop & Start Toyota et d’un filtre à particules (FAP) très performant réduit encore les émissions de CO2 et de particules.

### Motorisations essence
De nombreuses évolutions sont également à noter chez les actuels groupes essence 1,6 litre, 1,8 litre et 2,0 litres Valvematic (versions 1,6 litre et 2,0 litres non commercialisées en France). Tous sont désormais homologués Euro 6 et se bonifient en matière de performances, de consommation et d’émissions.
De fait, la baisse moyenne de consommation s’échelonne de 0,4 à 0,8 l/100 km et celle des émissions de CO2 de 8 à 19 g/km.
1,6 L VALVEMATIC (non commercialisé en France)
Le 4 cylindres essence Valvematic de 1 598 cm3 à 16 soupapes et deux arbres à cames en tête développe 132 ch à 6 400 tr/min et un couple de 160 N m à 4 400 tr/min. Accouplé à une boîte mécanique à six rapports, il emmène la nouvelle Avensis de 0 à 100 km/h en 10,4 secondes et jusqu’à 200 km/h en vitesse de pointe (sur circuit).
La consommation moyenne passe de 6,5 à 6,1 l/100 km et les émissions de CO2 diminuent de 8 g/km, soit 142 g/km.
1,8 L VALVEMATIC
Associé à une boîte manuelle à six vitesses ou à une transmission à variation continue CVT largement bonifiée, le 4 cylindres Valvematic de 1 798 cm3 à 16 soupapes et 2ACT affiche pour sa part 147 ch à 6 400 tr/min et 180 N m à 4 000 tr/min. L’accélération de 0 à 100 km/h est de 9,4 secondes (10,4 avec CVT) et la vitesse maxi de 200 km/h (sur circuit).
La consommation moyenne chute de 0,5 l pour s’établir à 6,0 l/100 km, et les émissions de CO2 de 13 g/km à 140 g/km.
2,0 L VALVEMATIC (non commercialisé en France)
Via la transmission CVT remaniée, le 4 cylindres Valvematic de 1 986 cm3 à 16 soupapes et 2ACT produit 152 ch à 6 200 tr/min et 189 N m à 4 400 tr/min. Le 0 à 100 km/h passe alors à 10,0 secondes et la vitesse de pointe à 205 km/h (sur circuit).
Parallèlement, la consommation moyenne tombe de 6,9 à 6,1 l/100 km et les émissions de CO2 enregistrent une baisse conséquente de 18 g/km à 142 g/km.

#### Évolutions et avantages des moteurs essence
Sur le 1,6 litre Valvematic, plusieurs éléments de gestion moteur ont été revus, entre autres le calage de l’allumage et le rapport air/essence qui ont été optimisés pour abaisser les émissions. Et comme on l’a vu plus haut, un système de contrôle de charge régule désormais la production d’électricité par l’alternateur en fonction des conditions de conduite, ce qui contribue à la moindre consommation.
Concernant les groupes essence 1,8 litre et 2,0 litres Valvematic, les modifications suivantes améliorent à la fois les performances, la consommation et les émissions.
L’angle opérationnel des systèmes Valvematic et VVT-i s’élargit pour optimiser l’angle de levée des soupapes et la distribution en toutes conditions de fonctionnement. Résultat : la puissance augmente également et les pertes mécaniques diminuent, au bénéfice de la sobriété.
Facteur supplémentaire de sobriété et de souplesse du moteur : la commande du papillon des gaz est constamment optimisée en fonction du fonctionnement du Valvematic et du VVT-i. Et l’ajout d’un capteur de température d’huile favorise les performances du VVT-i et les économies de carburant.
Le taux de compression du 1,8 litre Valvematic augmente pour passer à 10,7 à 1, et celui du 2,0 Valvematic à 10,5 à 1. Bilan : une meilleure efficacité thermique et une moindre consommation.
Au niveau de l’alimentation, l’optimisation du calage et de l’injection elle-même diminue les pertes de carburant à l’échappement, sous l’injection, et donc les émissions.
Sur les deux moteurs, différentes mesures réduisent considérablement les frictions : l’installation d’un rattrapage automatique de jeu sur la courroie trapézoïdale crantée – ce qui réduit les tensions –, ainsi que d’un amortisseur de chaîne et d’une chaîne de distribution basse friction ; l’adoption d’un revêtement en Teflon sur les bagues d’étanchéité avant et arrière, et d’un revêtement en résine sur la surface de coulissement du vilebrequin, des arbres à cames et des paliers de butée ; enfin, la réduction du débit de la pompe à huile et du couple d’entraînement de la pompe à vide.
Par ailleurs, la montée en température du moteur profite de l’installation d’un collecteur d’échappement en forme de coquille, mais aussi d’une optimisation du diagramme de distribution et des quantités injectées. Ainsi, les gaz d’échappement s’échauffent plus vite et réchauffent plus rapidement le catalyseur, ce qui réduit les émissions lors des démarrages à froid.
De son côté, le système de refroidissement se dote d’un thermostat très précis et la commande du ventilateur électrique a été revue. Ces mesures améliorent la résistance du moteur au cliquetis, donc sa sobriété.
Pour assurer la compatibilité des moteurs avec les carburants à haute teneur en soufre, la vanne de recyclage des gaz de carter (RGC) a reçu un traitement de surface au nitrure et la hauteur des segments de piston a été modifiée.
Enfin, les deux moteurs bénéficient du système de contrôle de charge électrique décrit plus haut.

### Transmissions CVT remaniées
Le variateur centrifuge à courroie de chacun des moteurs essence 1,8 et 2,0 litres Valvematic a été amplement remanié. Outre une baisse de 4 % de la consommation, ces modifications améliorent le silence de fonctionnement, le ressenti et la réponse de l’accélérateur ainsi que l’agrément mécanique.
Plusieurs éléments sont de conception nouvelle : convertisseur de couple, variateur, pompe à huile, réducteur et différentiel, module de gestion hydraulique, huile de transmission et réchauffeur d’huile.
La logique de commande de la transmission CVT a également été revue pour limiter la montée en régime à l’ouverture partielle des gaz ; ainsi, le régime moteur est en meilleure adéquation avec la sollicitation de l’accélérateur, comme sur une boîte automatique classique, et la conduite est plus attrayante.
Un mode « Sport » fait appel à une intelligence artificielle G AI (Artificial Intelligence)-SHIFT qui restreint la plage de sélection en limitant les changements de rapport pour se maintenir à haut régime, ce qui procure à la fois du frein moteur en entrée de virage et une accélération plus vive en sortie de virage.
De plus, la transmission CVT du 2,0 litres Valvematic bénéficie d’une précharge de différentiel : intégré à la boîte-pont, ce mécanisme limite le couple exercé sur le mouvement du différentiel, en appliquant une précharge dans certaines conditions.
Comme le transfert du couple aux roues motrices est plus souple, les départs arrêtés gagnent en facilité et en douceur. La maniabilité et la stabilité en ligne droite s’améliorent également, même sur les routes non goudronnées.

### Meilleure dynamisme
L’ajout de points de soudure sur la carrosserie et l’emploi d’une colle uréthane ultra-forte autour du pare-brise rigidifient la caisse de l’Avensis 2015 et favorisent ainsi sa tenue de route.
La nouvelle Avensis conserve la géométrie de suspension qui a fait ses preuves chez sa devancière : jambes MacPherson à l’avant et double triangulation à l’arrière. Toutefois, ces deux ensembles évoluent afin d’améliorer le confort et le comportement routier.
Sur la suspension avant, la fixation haute et la butée sont nouvelles. Celle-ci n’est plus en résine mais en acier.
pour réduire les frottements internes lors du braquage, en améliorant ainsi le ressenti directionnel. L’ajustement de la force d’amortissement favorise aussi le ressenti directionnel et le confort routier. Sur les deux versions à moteur diesel et la version essence 2,0 litres, le tarage des ressorts hélicoïdaux est plus souple et leur forme évolue pour réduire les efforts latéraux et donc les frottements avec la jambe de suspension, là encore au profit du confort.
En outre, les retouches apportées à la suspension arrière à double triangulation avantagent le confort routier, le braquage et la robustesse, tout en atténuant la transmission des bruits et vibrations. Le tarage du ressort et la force d’amortissement diminuent ; la charge nominale des ressorts a été revue pour les versions diesel et 2,0 litres essence ; enfin, un clapet de conception nouvelle améliore sensiblement le confort des suspensions.
Au niveau de la direction assistée électrique (EPS), la réponse et le ressenti profitent de différentes évolutions : un nouvel arbre intermédiaire cannelé à deux rotules, très résistant à la torsion et offrant au conducteur une perception plus directe de la route ; une modification du diamètre de la barre antiroulis ; et enfin une rigidification de la carrosserie grâce à l’emploi d’une colle uréthane ultra-forte autour du pare-brise.
Par ailleurs, les caractéristiques de l’assistance directionnelle ont été optimisées. La position neutre du volant est plus précise pour faciliter sa tenue à haute vitesse en ligne droite, et le couple directionnel est plus proportionnel à l’accélération latérale et à la réaction de lacet.
La nouvelle Avensis dispose également de l’assistance au démarrage en côte (HAC), très pratique : en freinant les quatre roues durant deux secondes au maximum à l’instant où le conducteur relâche la pédale de frein pour accélérer, ce système empêche le véhicule de reculer lors des démarrages en pente raide.

### Finitions
Le nouvel ensemble de dispositifs de sécurité Toyota Safety Sense est livré de série sur toute la gamme (2015)
Habillée de tissu noir et d’Alcantara gris clair, la finition Dynamic d’entrée de gamme reçoit de série une climatisation automatique à réglage séparé droite / gauche, un régulateur avec limiteur de vitesse, des feux de jour à LED, le système multimédia Toyota Touch 2 avec grand écran tactile 8 pouces, caméra de recul, connectivité Bluetooth et USB ainsi que l’ensemble Toyota Safety Sense. La version break Touring Sports bénéficie par ailleurs d’un toit panoramique vitré avec velum électrique.
Le second niveau de finition Executive se reconnait à sa sellerie associant le cuir noir et l’Alcantara gris clair ou terracotta. Il ajoute notamment des jantes alliage de 17” diamantées, des projecteurs avant à LED, des phares antibrouillard avec fonction d’éclairage en virage, des vitres arrière surteintées, des sièges avant chauffants et le système de navigation Toyota Touch & Go 2.
Enfin, la finition la plus élevée Lounge enrichit cette dotation de série de jantes 18 pouces, de feux avant adaptatifs, d’une sellerie en cuir noir, d’inserts de tableau de bord et de contreportes à effet minéral, de sièges avant à réglages électriques et d’un système audio premium à 10 haut-parleurs.

#### Séries spéciales
- Technoline

### Galerie

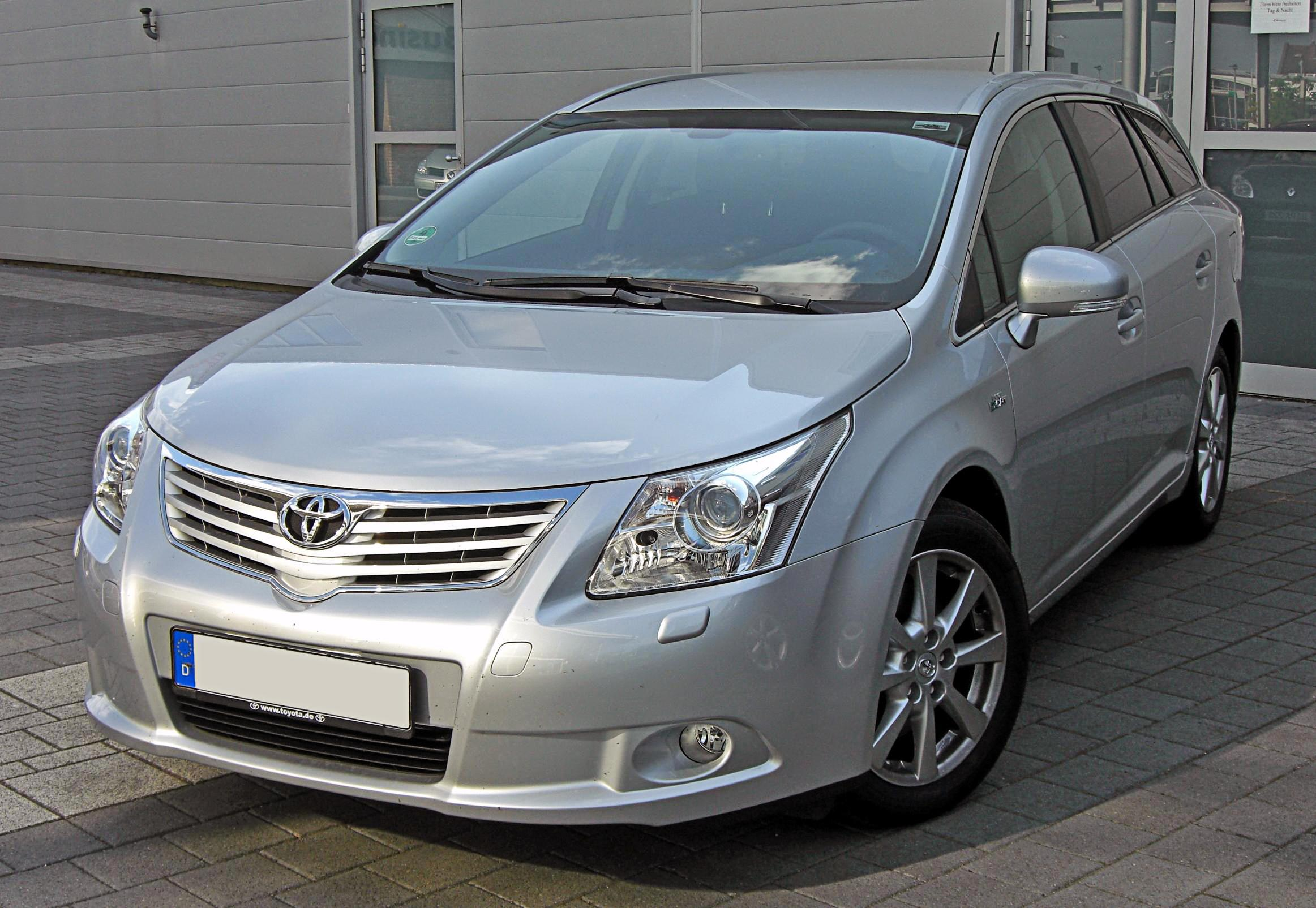
Toyota Avensis III Phase I Break.
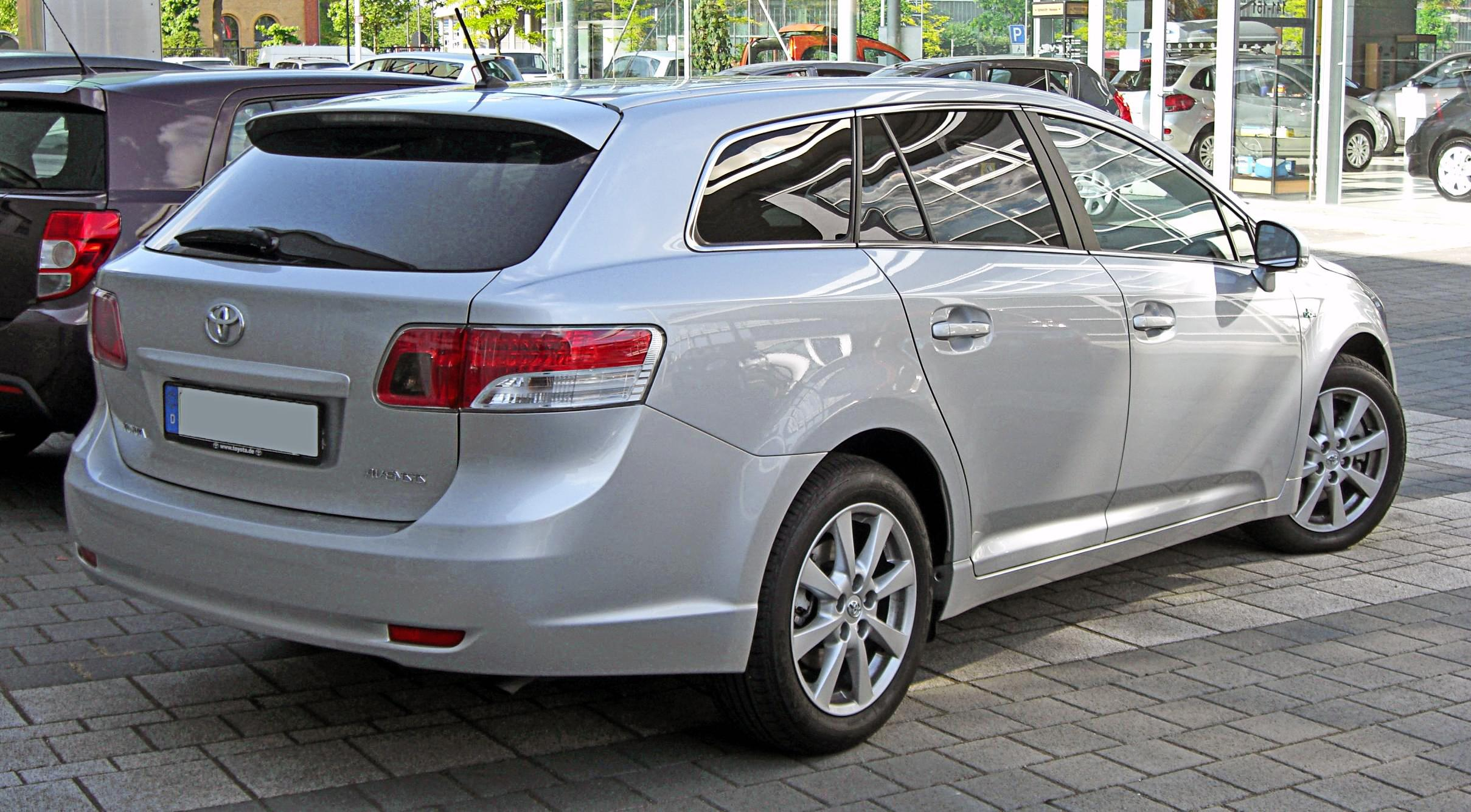
Toyota Avensis III Phase I Break.
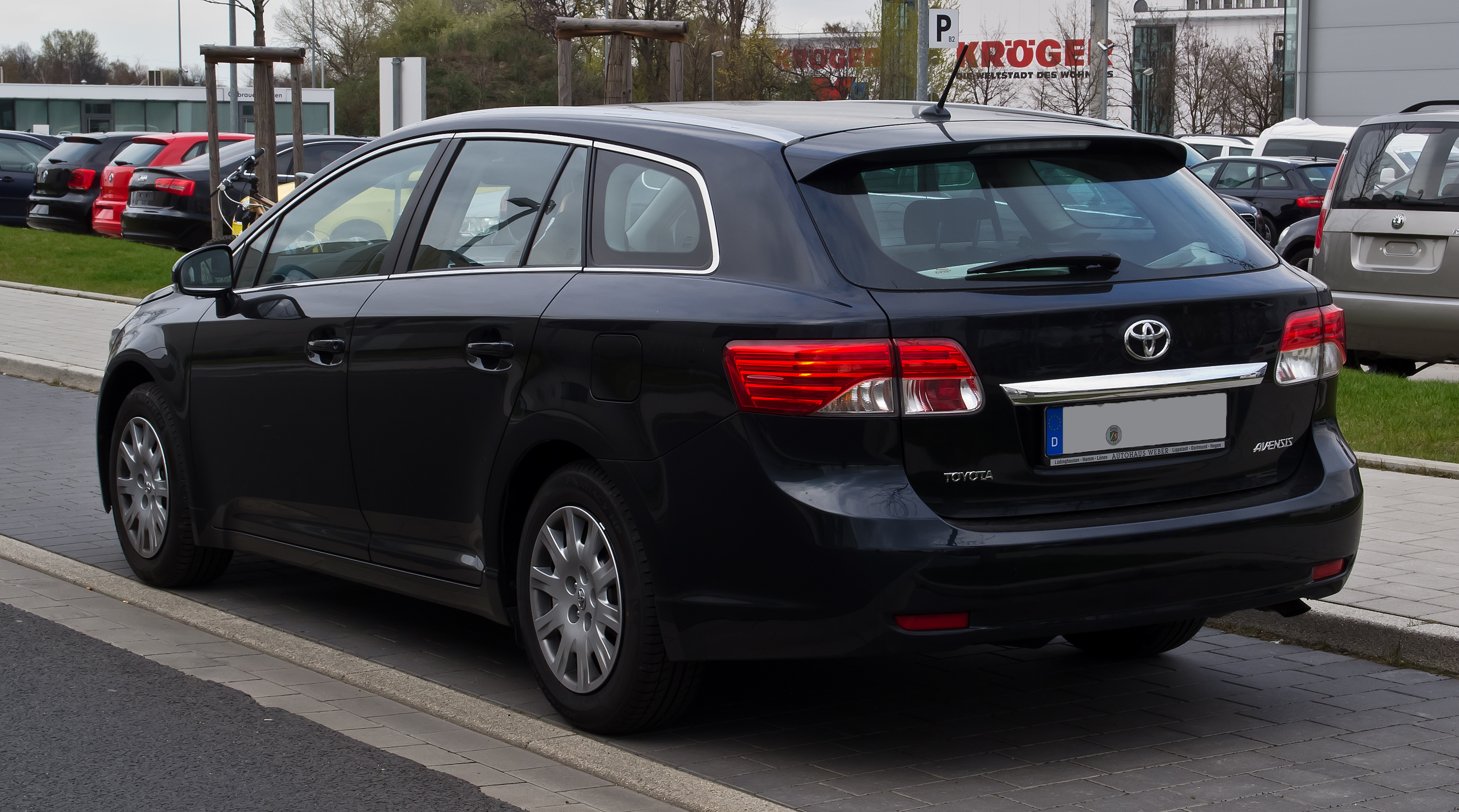
Toyota Avensis III Phase II Break.
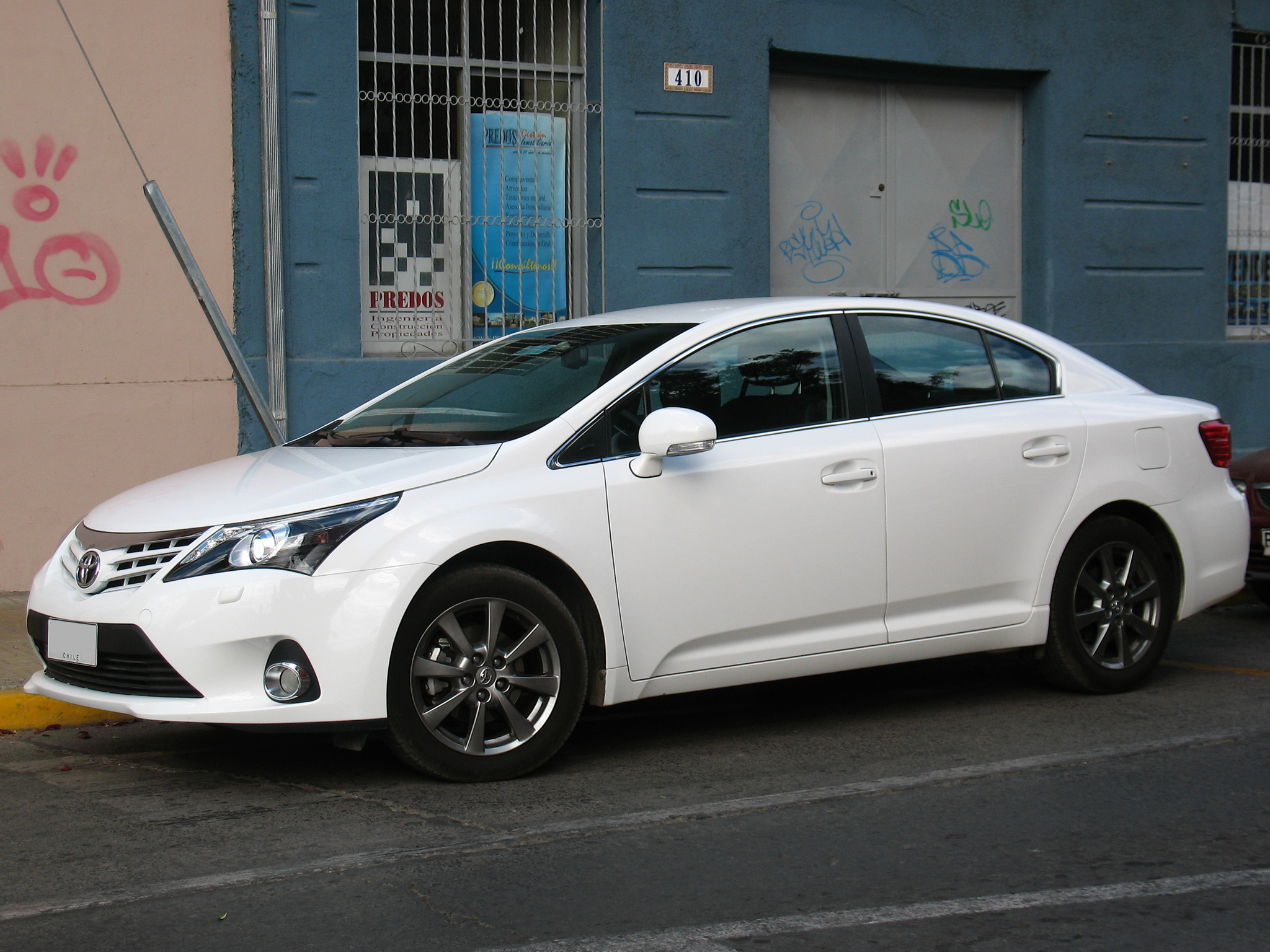
Toyota Avensis III Phase II.
Toyota Avensis III Phase III Break dévoilé au Salon international de l'automobile de Genève 2015.
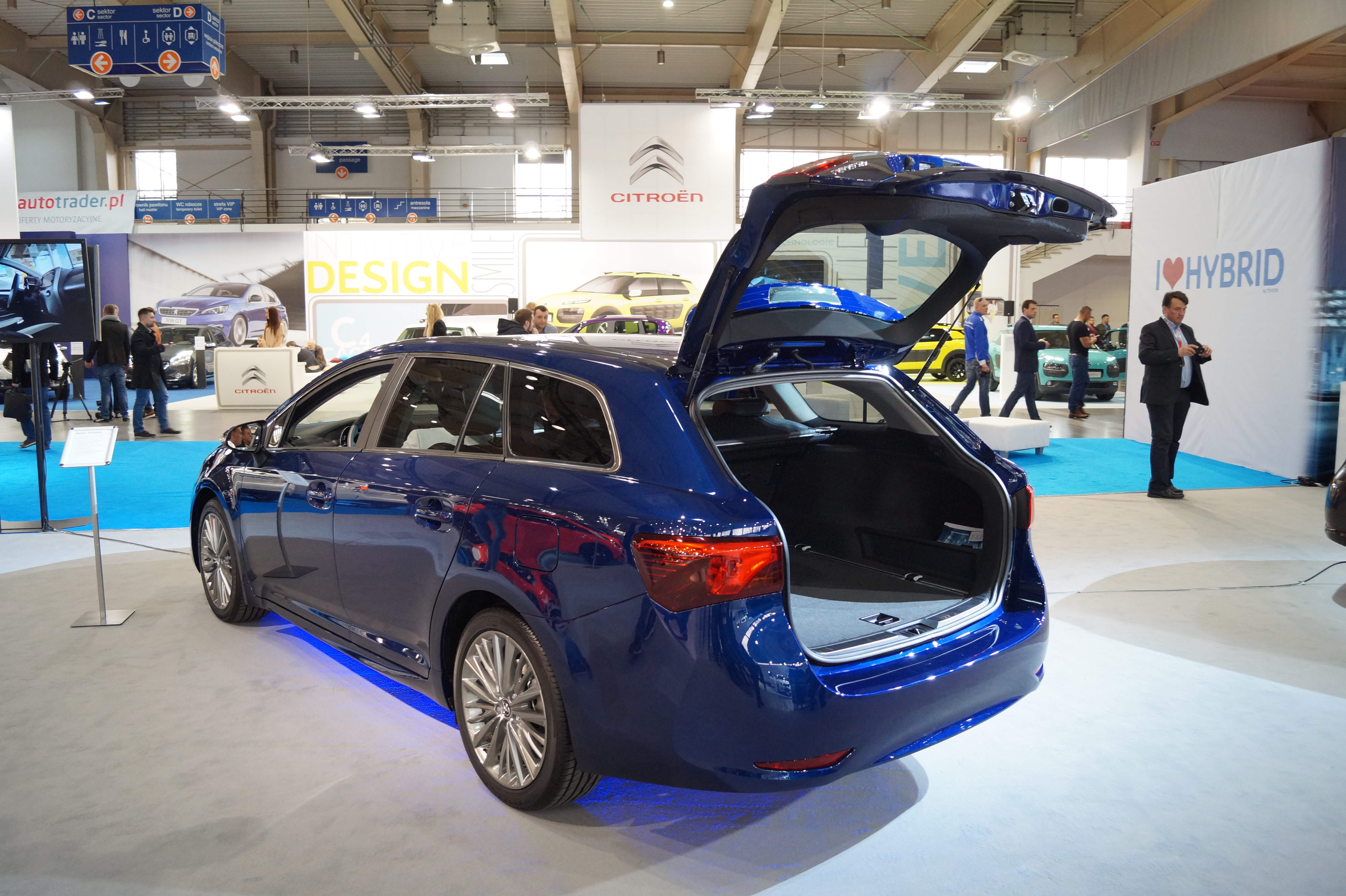
Toyota Avensis III Phase III Break dévoilé au Salon international de l'automobile de Genève 2015.